# Sodanitro
Il sodanitro (simbolo IMA: Ntt - in inglese: nitratine) è un raro minerale appartenente alla famiglia dei "carbonati e nitrati" con composizione chimica Na(NO3).
Il minerale è più noto dal punto di vista chimico come nitrato di sodio.

## Etimologia e storia
La prima menzione del minerale, anche se senza un nome specifico o l'indicazione di una formula chimica, si trova già nel 1823 nelle descrizioni delle forme cristalline di vari sali sintetici di Henry James Brooke (1771-1857). La nitronatrite è descritta qui come un prisma romboedrico nel capitolo Nitrato di soda.
Nel 1845, Wilhelm Karl Ritter von Haidinger coniò il termine nitratina per il sale sodico romboedrico, che ancora oggi è valido a livello internazionale, in riferimento alla sua appartenenza ai nitrati, e nel 1847 Ernst Friedrich Glocker stabilì definitivamente il nome nitronatrite, che è ancora oggi usato in tedesco.
La regione di Tarapacá in Cile è considerata la località tipo ed è uno dei giacimenti più importanti per il nitrato di sodio, motivo per cui ha avuto origine il sinonimo salnitro cileno per riferirsi al sodanitro.

## Classificazione
La classica nona edizione della sistematica dei minerali di Strunz, aggiornata dall'Associazione Mineralogica Internazionale (IMA) fino al 2009, elenca il sodanitro nella classe "5. Carbonati (nitrati)" e nella sottoclasse "5.N Nitrati"; questa viene più finemente suddivisa in base alla presenza di acqua cristallina o di ioni ossidrile, in modo tale da trovare il sodanitro nella sezione "5.NA Senza OH o H2O" dove è l'unico membro del sistema nº 5.NA.05.
Questa classificazione viene mantenuta anche nell'edizione successiva, proseguita dal database "mindat.org" e chiamata Classificazione Strunz-mindat.
Nella Sistematica dei lapis (Lapis-Systematik) di Stefan Weiß il sodanitro si trova nella classe dei "nitrati, carbonati e borati" e nella sottoclasse dei "nitrati [NO3]1-" dove si trova nel sistema nº V/A.01 insieme a nitrokalite, gwihabaite e nitrobaryte.
Anche la classificazione dei minerali secondo Dana, usata principalmente nel mondo anglosassone, elenca il sodanitro nella famiglia dei "carbonati, nitrati e borati"; qui è nella classe dei "nitrati semplici" e nella sottoclasse dei "nitrati semplici con AXNO3 • x(H2O), x può essere zero" dove forma il sistema nº 18.01.01 come unico membro.

## Abito cristallino
Il sodanitro cristallizza nel sistema trigonale nel gruppo spaziale R3c (gruppo nº 167) con i parametri di cella a = 5,06 Å e c = 16,82 Å, oltre ad avere 6 unità di formula per cella unitaria.

## Origine e giacitura
La genesi è sedimentaria. Il minerale raramente affiora in superficie, trovandosi spesso a una profondità variabile da 50 cm a 3 m, ricoperto da sabbie incrostate di solfati, da conglomerati e argille. Il sodanitro si forma principalmente in depositi stratificati, in grotte, depositati da infiltrazioni di acque sotterranee che lisciviano i nitrati dalle rocce sovrastanti, specialmente in climi molto secchi e freddi; la paragenesi è con salnitro, nitrocalcite, epsomite, mirabilite, salgemma e gesso.
Il sodanitro è piuttosto raro ed è stato trovato solo in pochi siti. La sua località tipo è la regione di Tarapacá in Cile. Altri siti includono, solo per citarne alcuni, il "meteorite di D'Orbigny" a Coronel Suárez (Argentina); isola di San Salvador (Bahamas); diverse contee degli Stati Uniti.
In Italia è stato trovato a Molfetta (Puglia); Berceto (Emilia Romagna); Campagnano di Roma (Lazio); Venezia (Veneto).
Ritrovamenti anche in Cina, Giappone, Ucraina, Romania, Germania, Repubblica Ceca, Egitto, Sudafrica, Canada.

## Forma in cui si presenta in natura
Il sodanitro si presenta raramente in cristalli romboedrici, di dimensioni fino a 3 mm, ma possono essere anche stalattitici, cotonosi, tipicamente granulari o in incrostazioni massicce.
Il minerale è trasparente con lucentezza vitrea; può essere incolore ma anche bianco, leggermente colorato da impurità (rosso-marrone, grigio, giallastro), è incolore alla luce trasmessa. Il colore del suo striscio è bianco.

## Caratteri chimico-fisici
Il sodanitro è facilmente solubile in acqua e si dissolve a più dell'80% di umidità. Il suo sapore è descritto come amaro, pungente e rinfrescante.